# بیرینجی تیغیک
بیرینجی تیغیک (ترکی آذربایجانی: Birincı Tığık) یک منطقهٔ مسکونی در جمهوری آرتساخ است که در استان کاشاتاق واقع شده‌است.